# Cuproxena trema
Cuproxena trema es una especie de polilla del género Cuproxena, familia Tortricidae.
Fue descrita científicamente por Brown & Obraztsov en 1991.